# Nicolás Azcárate
Nicolás Azcárate y Escovedo (La Habana, 21 de julio de 1828-La Habana, 1 de julio de 1894) fue un periodista y jurista cubano.

## Biografía
Nació en La Habana el 21 de julio de 1828.Su abuelo era Gabriel Raymundo de Azcárate Lascurain, un traficante de esclavos de origen vasco.
De profesión abogado, con Mestre, Fésser y Rodríguez corredactó la Revista de Jurisprudencia, Administración y Comercio, colaboró en la Revista del Pueblo de Piñeiro y habría marchado a Madrid con la Junta de Comisionados. Azcárate, considerado un «reformista», se habría distinguido por «sus opiniones liberales pero enteramente leales á España». Fundó en Madrid el periódico Siglo XIX. De vuelta en La Habana, fue síndico defensor de esclavos. En diciembre de 1870, el general Juan Prim intentó que Azcárate negociara con los revolucionarios, pero debido al asesinato del presidente del gobierno la negociación quedó frustrada. Abandonó la ciudad y emigró a México, donde con Antenor Lescano redactó El Eco de Ambos Mundos y también escribió en La Colonia Española. Falleció en La Habana el 1 de julio de 1894.